# 森雅裕 (パワーリフティング選手)
森 雅裕（もり まさひろ, 1972年 ~ ）は、兵庫県神戸市出身の、パワーリフティング選手。2010年（82.5㎏級）、2012年（83kg級）の全日本王者。スクワット、ベンチプレス、デッドリフト、全ての種目が強く弱点が無い選手として知られる。

## 主な戦歴
- 2010年全日本パワーリフティング選手権大会82.5kg級 優勝
- 2012年全日本パワーリフティング選手権大会83kg級 優勝
- 2012年世界パワーリフティング選手権大会83kg級 11位

公式記録：
スクワット305kg
ベンチプレス237.5kg
デッドリフト287.5kg
トータル815kg